# Onychogonia melanica
Onychogonia melanica là một loài ruồi trong họ Tachinidae.